# Class 377
Pour les articles homonymes, voir Class.
La Class 377 (Electrostar) est une série de rames automotrices électriques britanniques, construites par Bombardier (précédemment ADtranz) dans son usine de Derby (Angleterre), entre 2001 et 2005. La famille des Electrostars, qui comprend aussi les classes 357, 375 et 376, est la plus importantes de celles construites depuis la privatisation des chemins de fer britanniques.
Ces rames assurent des services de banlieue dans le sud de Londres, et des services en navettes vers le Sussex, le Kent et la côte sud de l'Angleterre.
Bien que construites au début des années 2000, ces rames ont connu une mise en service mouvementée. En effet, leur consommation énergétique élevée, comparée à celle des rames Mark 1 à portes battantes qu'elles ont remplacées, a nécessité une remise à niveau de l'alimentation en courant continu 750 V par troisième rail dans la région au sud de Londres. La faillite de Railtrack à la suite de l'accident de Hatfield a retardé cette remise à niveau et les nouvelles rames ne sont finalement apparues qu'en 2003.
La Class 377 se distingue par l'emploi de l'attelage Dellner, au lieu de l'attelage type BSI (Bergische Stahl Industrie) qui équipe la Classe 375. Les rames sont également équipées de caméras de vidéosurveillance extérieures pour la conduite à agent seul.

## Description
Comme tous les nouveaux trains mis en service au Royaume-Uni sur des lignes alimentées par troisième rail, une voiture de chaque rame comporte sur le toit un renfoncement destiné à recevoir un éventuel pantographe, de manière à permettre leur conversion future à une alimentation en courant alternatif par caténaire.
Bien que la plupart des rames soient seulement aptes au courant continu, elles sont numérotées dans la série 3xx normalement réservées aux rames à courant alternatif.

## Services assurés
- Ligne principale de Brighton (en) : Brighton – Londres (diverses destinations)
- Ligne de la Côte de l'Est (en) : Brighton – Eastbourne/Hastings
- Ligne de la Côte de l'Ouest (en) : Brighton – Portsmouth/Southampton
- Gatwick Express : de Londres Victoria  à l'aéroport de Gatwick
- Redhill-Tonbridge : de Tunbridge Wells à Horsham ou London Bridge
- Ligne de l'Ouest de Londres (en) : Clapham Junction – Watford Junction.

## Composition du parc
| Type        | Type           | Exploitant   | Nombre (rames construites) | Année de construction | Nombre de caisses par rame | Numérotation | Observations                                                                                  |
| ----------- | -------------- | ------------ | -------------------------- | --------------------- | -------------------------- | ------------ | --------------------------------------------------------------------------------------------- |
| Class 377/1 | Express        | Southern     | 64                         | 2002-2003             | 4                          | 377101-164   | -                                                                                             |
| Class 377/2 | Express        | Southern     | 15                         | 2003-2004             | 4                          | 377201-215   | Rames bicourant. Affectées à la relation Brigthon - Watford Junction.                         |
| Class 377/3 | Express        | Southern     | 28                         | 2001-2002             | 3                          | 377301-328   | Converties à partir des rames Classe 375 n° 375311-338. Affectées au service Brighton Express |
| Class 377/4 | Outer suburban | Southern     | 75                         | 2003-2005             | 4                          | 377401-475   | -                                                                                             |
| Class 377/5 | Express        | Southeastern | 23                         | 2008-2009             | 4                          | 377501-523   | -                                                                                             |
| Class 377/6 | Outer suburban | Southern     | 26                         | 2012-2013             | 5                          | 377601-626   | -                                                                                             |
| Class 377/7 | Outer suburban | Southern     | 8                          | 2013-2014             | 5                          | 377701-708   | -                                                                                             |